# Liste der Monuments historiques in Ablancourt
Die Liste der Monuments historiques in Ablancourt führt die Monuments historiques in der französischen Gemeinde Ablancourt auf.

## Liste der Objekte
| Bezeichnung               | Beschreibung                                        | Standort                       | Kennzeichnung | Schutzstatus | Datum | Bild |
| ------------------------- | --------------------------------------------------- | ------------------------------ | ------------- | ------------ | ----- | ---- |
| Kanzel                    | Holz, 18. Jahrhundert                               | in der Kirche St-Martin (Lage) | PM51003458    | Inscrit      | 2003  |      |
| Skulptur Madonna mit Kind | Holz, farbig gefasst und vergoldet, 18. Jahrhundert | in der Kirche St-Martin (Lage) | PM51000001    | Classé       | 1942  |      |
| Skulptur Heiliger Martin  | Holz, farbig gefasst, Anfang des 19. Jahrhunderts   | in der Kirche St-Martin (Lage) | PM51003457    | Inscrit      | 2003  |      |